# كوهي إيماوزاكي
كوهي إيماوزاكي (باليابانية: 今関 耕平) (مواليد 23 يونيو 1994)، هو لاعب كرة قدم سابق كان يلعب كمهاجم.

## وصلات خارجية
- كوهي إيماوزاكي على موقع رابطة كرة القدم اليابانية للمحترفين (اليابانية)
- كوهي إيماوزاكي على موقع Soccerway.com (الإنجليزية)